# Sergine Desjardins
 (décembre 2017).
Si vous disposez d'ouvrages ou d'articles de référence ou si vous connaissez des sites web de qualité traitant du thème abordé ici, merci de compléter l'article en donnant les références utiles à sa vérifiabilité et en les liant à la section « Notes et références ».
Sergine Desjardins est une romancière et essayiste québécoise.
En 1981, elle fonde Les Grand-e-s Ami-e-s de Rimouski, un organisme de parrainage venant en aide aux jeunes. En 1990, elle obtient une maîtrise en éthique de l’Université du Québec à Rimouski. Elle a ensuite publié plus d'une centaine d'articles pour différents magazines et un quotidien. Depuis 2004, elle consacre tout son temps à l'écriture. En 2011, elle remporte le prix Jovette Bernier pour sa biographie consacrée à Robertine Barry, la première femme journaliste canadienne-française (1863-1910).

## Publications
- Médecins & Sages-Femmes. Les enjeux d’un débat qui n’en finit plus, Éditions Québec Amérique, 1993
- Marie Major, Roman historique. Éditions Guy Saint-Jean, 2006. Édité par Québec Loisirs en 2008 et par France Loisirs à l'automne 2011.
- Robertine Barry. La femme nouvelle. Biographie. Tome 1. Éditions Trois-Pistoles, 2010
- Robertine Barry. On l'appelait Monsieur. Biographie. Tome 2. Éditions Trois-Pistoles. 2011.